# Iloperidon

Iloperidon

Iloperidon (handelsnamn Fanapt) är ett atypiskt antipsykotikum.

## Historia
Iloperidon utvecklades första gången år 1990 av Hoechst Marion Roussel.
Vanda Pharmaceuticals försökte få den godkänd i USA år 2008 men den 28 juli 2008 så mottog de ett icke-godkännande-brev från FDA. 
Fanapt godkändes slutligen av FDA i USA den 6 maj 2009.
Fanapt blev för andra gången 22 juli 2017 ej godkänd inom EU på grund av otillräcklig antipsykotisk effekt från medlet fanapt och fanapt gav förlängt Qt intervall  och ökad risk för interaktionen med andra läkemedel på levernedbrytningen.

## Farmakologi
Iloperidon, ett benzisoxazol-preparat, är väldigt likt risperidon avseende både kemisk struktur och i sin receptorprofil. Iloperidon har hög affinitet som antagonist för dopamin D3-receptorer, serotonin 5HT2a-receptorer och adrenerga alfa-1-receptorer.

### Farmakokinetik
Biotillgängligheten är 96 % och dess halveringstid är 14 timmar.

## Effektivitet
I en jämförande studie från 2013 där 15 antipsykotiska mediciner studerades avseende effektivitet i behandling av schizofrena symtom, visade iloperidon mild effektivitet. Det var lika effektivt som lurasidon, och 13–15 % mindre effektivt än ziprasidon, klorpromazin, och asenapin.
I en studie som undersökte effekten av iloperidon återinsjuknade drygt 40 % av deltagarna i psykossjukdom.

## Biverkningar
Till vanliga biverkningar hör: 
- illamående
- muntorrhet
- täppt näsa
- yrsel
- sömnighet
- känner sig ovanligt trött
- snabb hjärtrytm[10][11]